# Circus melanoleucos
Circus melanoleucos е вид птица от семейство Ястребови (Accipitridae).

## Разпространение
Видът е разпространен в Бангладеш, Бутан, Виетнам, Индия, Индонезия, Камбоджа, Китай, Лаос, Малайзия, Монголия, Мианмар, Непал, Пакистан, Русия, Северна Корея, Сингапур, Тайланд, Филипините, Хонконг, Шри Ланка и Южна Корея.